# Sylwester Paszkier
Sylwester Paszkier (ur. 29 grudnia 1895 w Gostyniu, zm. 29 stycznia 1984)
Syn Stanisława i Wandy z domu Szaefer. Ukończył szkołę elementarną i zawodową. W 1914 roku został wcielony do armii niemieckiej, w której służył do 1918 roku. W końcu tegoż roku uciekł po czym włączył się aktywnie w nurt walki niepodległościowej na terenie Gostynia. Jeszcze przed wybuchem powstania wielkopolskiego był członkiem Rady Robotniczo-Żołnierskiej. 7 stycznia 1919 roku stawił się na zbiórkę przy gostyńskiej Strzelnicy, aby w składzie tworzącego się batalionu wziąć udział w powstaniu wielkopolskim. Uczestniczył w walkach pod Poniecem, Waszkowem, Gościejewicami i Janiszewem. W powstaniu awansował do stopnia kaprala.
W 1919 roku zawarł związek małżeński z Agnieszką Gierą. Dalszą służbę wojskową odbywał w 58 pułku piechoty. Brał udział w wojnie polsko-bolszewickiej. Szlak bojowy zakończył 15 lipca 1920 roku, przechodząc do rezerwy.
W okresie międzywojennym i podczas okupacji hitlerowskiej pracował w swoim zawodzie – murarza. W latach 1950–1960 zatrudniony był na stanowisku kierownika gospodarczego w szpitalu w Gostyniu. Na emeryturę przeszedł w 1960 roku. Od 30 maja 1958 roku był członkiem gostyńskiego Koła ZBoWiD. Do roku 1961 był także członkiem Zarządu Powiatowego, a od 1961 roku do 14 lutego 1971 roku prezesem koła miejskiego. W 1972 roku został awansowany do stopnia podporucznika w stanie spoczynku. Zmarł 29 stycznia 1984 roku. Pochowany został na cmentarzu parafialnym w Gostyniu.

## Odznaczenia
- Krzyż Kawalerski Orderu Odrodzenia Polski
- Medal Niepodległości
- Wielkopolski Krzyż Powstańczy
- Odznaka Grunwaldzka.